# Diacarnus ardoukobae
Diacarnus ardoukobae är en svampdjursart som beskrevs av Michelle Kelly-Borges och Jean Vacelet 1995. Diacarnus ardoukobae ingår i släktet Diacarnus och familjen Podospongiidae.
Artens utbredningsområde är havet utanför Djibouti. Inga underarter finns listade i Catalogue of Life.